# Bahnerpoort (Gryfino)
De Bahnerpoort (Pools: Brama Bańska, Duits: Bahner Tor of Sankt-Georgs-Tor) is een stadspoort in de Poolse stad Gryfino (Duits: Greifenhagen).
De gotische poort is een voorbeeld van baksteengotiek en staat op deze plek sinds de 14e eeuw. De poort maakt onderdeel uit van de stadsmuur van Gryfino. De stad beschikte over meerdere stadspoorten. De Bahnerpoort bestaat uit vijf verdiepingen en verwijst naar de plaats Banie (Bahn).